# Jim Bludso
Jim Bludso is een Amerikaanse dramafilm uit 1917 onder regie van Tod Browning en Wilfred Lucas. De film is wellicht zoekgeraakt.

## Verhaal
Op het eind van de Amerikaanse Burgeroorlog keren de ingenieur Jim Bludso en zijn vriend Banty Tim terug naar hun thuisstad. Jim komt erachter dat zijn vrouw Gabrielle hem en zijn zoontje heeft verlaten voor een andere man. Hij krijgt een verhouding met Kate Taggart, de dochter van de kruidenier. Als Gabrielle naar Jim terugkeert, vergeeft hij haar omwille van hun zoontje. De gewetenloze aannemer Ben Merrill heeft intussen een dam gebouwd, maar hij is bang dat het bouwsel niet sterk genoeg is. Merrill vernietigt zijn eigen dam en schuift de schuld in de schoenen van Jim en Tim. Gabrielle sterft tijdens de overstroming, maar vlak voor haar overlijden bekent ze dat ze haar man had verlaten voor Merrill. Jim komt dat te weten op het ogenblik dat hij zich samen met Merrill aan boord van een boot bevindt. Ze raken slaags en de boot vat vuur en ontploft. Jim overleeft het ongeluk en trouwt met Kate.

## Rolverdeling
| Acteur            | Personage    |
| ----------------- | ------------ |
| Wilfred Lucas     | Jim Bludso   |
| Olga Grey         | Gabrielle    |
| Georgie Stone     | Breeches     |
| Charles Lee       | Tom Taggart  |
| Winifred Westover | Kate Taggart |
| Sam De Grasse     | Ben Merrill  |
| James O'Shea      | Banty Tim    |
| Monte Blue        | Joe Bower    |